# Anne-Laure Rouxel
Anne-Laure Rouxel, née le 8 mars 1972 à Vannes (Morbihan), est une danseuse, chorégraphe et auteure française.

## Biographie

### Formation
Anne-Laure Rouxel suit des cours de danse classique depuis l'enfance, à Vannes puis à Tours. De 1990 à 1999, elle vit à Paris et se forme à la danse contemporaine, indienne et hawaïenne.

### Carrière
Anne-Laure Rouxel créée en 1994 sa compagnie et lui donne le nom de Compagnie Cincle plongeur. À ses débuts, ses créations - liées à des actions artistiques dans les écoles - sont soutenues par le Centre dramatique national pour l'enfance et la jeunesse / Théâtre de Sartrouville, la Cie Eldorado/ Joël Jouanneau, la Scène Nationale Bonlieu à Annecy et le TJP - Centre dramatique national d'Alsace.[réf. nécessaire] Elle est l'auteure de quinze créations. 
En 1997, elle crée Polypode, un duo avec Jean-Claude Grenier (comédien, atteint de la maladie des os de verre).
En 2004, avec son maître à danser d’Hawaï, Sandra Kilohana Sive, elle danse Hopo'e.
Pour la composition des univers de trois de ses créations, elles s'inspire de recherches scientifiques. S'inspirant des neutrinos, elle crée 66 milliards par cm2 par secondes, en 2002. S'inspirant de la contagion émotionnelle[Quoi ?], elle chorégraphie Un tiroir de neurones miroirs, en 2016 sur des musiques de Julie Bonnie,. S'inspirant de la découverte de notre superamas de galaxies, elle partage avec la danseuse Maïle Kaku la création Laniākea, en 2018.
En 2011, avec le metteur en scène Joël Jouanneau, elle crée et est l'interprète d'un conte chorégraphique et théâtral L'Inouîte,.
De 2013 à 2018, elle partage trois créations avec Julie Bonnie (auteure, musicienne et chanteuse), dont Là et ici aussi où elle est accompagnée par Isabelle Carré pour le regard extérieur.
Elle participe aux éditions du festival des arts d’Hawaï à Paris, notamment, en 2012 avec Ōuli au Théâtre Claude-Lévi-Strauss du musée du Quai Branly.
La plupart de ses œuvres sont présentées à la Cité de la musique/Philharmonie de Paris et dans les lieux jeune public en France et à l'étranger. En 2019, le festival d'Amsterdam 2 Turven Hoog produit sa dernière création : Petit Homme.

## Danse et enfants
C'est dans le cadre du Festival Banlieues arts à Trappes, de 1996 à 1999, qu'elle fait ses débuts de transmission de la pratique de la danse – ateliers dans les écoles, et formations pour les professionnels de la santé, de l'enfance et de l'Education. 
En janvier 2016, avec Michel Desmurget (neuroscientifique, directeur de recherches à l'Inserm) et Joël Jouanneau (auteur, metteur en scène), elle publie une tribune dans le journal Le Monde.
En 2018, dans le quartier prioritaire La Rabaterie à Saint-Pierre-des-Corps, accompagnée d'un collectif, elle crée le Festival « Les pieds qui rient », festival de danses pour et avec les très jeunes enfants et leur famille. En 2019, ce festival est finaliste du Prix de l'Audace, dont le jury est composé de représentants des ministères de l'Éducation nationale et de la Jeunesse et de la Culture.
Elle a participé au groupe de travail « danse » pour la mission ministérielle « Culture Petite enfance et Parentalité », commandée en juin 2018, par la ministre de la Culture Françoise Nyssen à la psychologue Sophie Marinopoulos.
À la suite de la naissance de son enfant en 2008, elle fait des recherches sur les mouvements du bassin et l'accouchement. Depuis 2011, elle transmet ses recherches, anime des formations et des ateliers d'Hula prénatal pour des sages-femmes et des femmes enceintes. En 2019, ses ateliers sont présentés comme projet innovant et préconisation dans le rapport ministériel Une stratégie nationale pour la santé culturelle : promouvoir et pérenniser l’éveil culturel et artistique de l’enfant de la naissance à 3 ans dans le lien à son parent.

## Œuvres chorégraphiques
- 1995 : Peum-Peule
- 1997 : Polypode
- 2000 : Petites Pièces chorégraphiques
- 2002 : 66 milliards par cm2 par secondes
- 2004 : Hopo’e
- 2006 : Ouïe, peut-être
- 2008 : Maintenant, j'ai grandi
- 2009 : Être ou ne pas être dans les nuages !
- 2011 : L'Inouîte
- 2013 : Ouli
- 2016 : Un tiroir de neurones miroirs
- 2016 : Smara, performance au Musée national des Arts asiatiques - Guimet à Paris[17]
- 2018 : Là (et ici aussi)
- 2018 : Laniākea
- 2019 : Petit Homme

## Publication
- Bougez votre bassin ! Pour accompagner en mouvements la naissance de votre enfant, illustrations Titwane, éditions Leducs, 2020  (ISBN 9791028517878)